# The Eleanor Roosevelt Story
The Eleanor Roosevelt Story é um filme-documentário estadunidense de 1965 dirigido e escrito por Richard Kaplan e Archibald Macleish. Venceu o Oscar de melhor documentário de longa-metragem na edição de 1966.

## Elenco
- Eric Sevareid
- Archibald Macleish